# Айсувак
Айсу́вак (баш. Айсыуаҡ) — гора на Урале, хребет Ирендык. Расположена в Баймакском районе Башкортостана, в центре села Старый Сибай, у слияния рек Карагайлы и Туяляс. Близлежащие горы: Карамалташ, Эттоткан, Карйокмас. Неподалёку располагается озеро Кылтабан.

## Характеристика
Гора состоит из известняков, диабазов, порфиритов, в северной части — из вулканитов девона. Около горы Айсувак обнаружены древние городища-поселения, могильники.

## Топонимика
Айсувак назван по имени одного из основателей деревни Сибай Айсувака, происходившего из башкирского племени Бурзян, который в XVIII веке отделился из деревни Атайсал вместе с Сибаем, основавшего одноимённое село (сейчас Старый Сибай).
В честь вершины названа улица Айсувака в Сибае.